# 大阪の宿
『大阪の宿』（おおさかのやど）は、1954年に公開された五所平之助監督の日本映画。
水上滝太郎の同名小説が原作。
テレビドラマでリメイクされている。

## スタッフ
以下のスタッフ名は特に記載がない限りKINENOTEに従った。
- 監督 - 五所平之助
- 監修 - 久保田万太郎
- 製作 - 岡本良介、篠勝三[3]
- 脚色 - 八住利雄、五所平之助
- 原作 - 水上滝太郎
- 撮影 - 小原譲治
- 美術 - 松山崇
- 音楽 - 芥川也寸志[2]
- 録音 - 道源勇二
- 照明 - 矢口明
- 編集 - 永田伸[3]
- 助監督 - 三輪彰

## キャスト
- 佐野周二 - 三田喬一[1]
- 細川俊夫 - 友人、田原[1]
- 乙羽信子 - うわばみ[1]
- 水戸光子 - おりか[1]
- 川崎弘子 - おつぎ[1]
- 左幸子  - お米[1]
- 三好栄子  - おかみさん[1]
- 藤原釜足 - おっさん[1]
- 安西郷子 - おみつ[1]
- 田中春男 - 支店長[1]
- 多々良純 - 野呂[1]
- 十朱久雄 - 同僚の住友[4]
- 中村是好 - たこ政の主人[3]
- 中村彰 - おりかの男[1]
- 北沢彪 - 大学の先輩、井元[1]
- 恵ミチ子 - 井元貴美子[1]
- 小川虎之助 - 大河原[3]
- 水上貴夫 - 社員[1]
- 若宮清子 - 芸妓菊奴[1]
- 城実穂 - 芸妓力弥[1]
- 杉寛 - おみつの父親[3]
- 宮川玲子[3]
- 西朱実[3]
- 小森敏[3]
- 山川朔太郎[3]
- 石川冷[3]
- 西一樹[4]
- 桑野好子[3]

## 受賞
- 1954年度 第28回キネマ旬報日本映画ベスト・テン10位 『大阪の宿』（五所平之助監督）[5]

## テレビドラマ
以下の放送日時、テレビ局名、番組名、出演者名は、テレビドラマデータベースに従った。
- 1963年1月2日 21:00 - 22:00、NHKで放送。出演は岡田英次、由良路子、伊吹友木子、桜田千枝子。
- 1963年8月11日 22:00 - 23:00、NET『シオノギ日本映画名作ドラマ』で放送。出演は木村功、扇千景、千之赫子、姫ゆり子、水戸光子、賀原夏子、谷晃。